# Demeter Béla
Demeter Béla (Somkerék, 1910. január 6. – Bukarest, 1952. december 24.) magyar újságíró, szerkesztő, politikus. Demeter János öccse.

## Életútja
Iskoláit Székelyudvarhelyen és Désen végezte, majd a bukaresti közigazgatási főiskola hallgatója volt. Az Erdélyi Fiataloknak 1932-től főmunkatársa, a Keleti Újság belső munkatársa, az Erdélyi Gazda szerkesztője (1936–44), a kolozsvári Estilap főszerkesztője (1940–44). Bátyjával együtt írta Románia gazdasági válsága c. könyvét (Kolozsvár, 1930).
Mint az Erdélyi Fiatalok faluszemináriumának elnöke (1931–33) jelentős szervezőmunkát végzett; kapcsolatot teremtett Dimitrie Gusti bukaresti professzorral, akinek falukutató munkásságát a sajtóban népszerűsítette is. Az Erdélyi Fiatalok Falu-füzetei sorozatában jelent meg 110 kérdést tartalmazó Hogyan tanulmányozzam a falu életét? c. szociográfiai kérdőíve a falumunkások számára (Kolozsvár, 1931), majd Az erdélyi falu és a szellemi áramlatok c. füzet (Kolozsvár, 1932), melyben a szociográfia és a riportázs összekapcsolására tett kísérletet. A Romániai Magyar Népközösség és az EMGE vezetőségének tagja. Támogatta az 1944-es antifasiszta kolozsvári ellenállást.
Teleki Ádám Kolozsváron élt a II. világháború után. Megismerkedett Markam amerikai újságíróval, akit Kolozsvárra küldött az amerikai nagykövetség, hogy tájékozódjon az erdélyi viszonyokról. A Teleki Ádám által gyűjtott adatokat Demeter Béla összesítette. Demeter Béla részt vesz a Béketárgyaláson 1946-ban. Ezért gyilkolták meg a román állami hatóságok.
1951-ben a magyar hatóságok kiadták Romániának (a még március 15-én letartóztatott) magyar állampolgárságú Demeter Bélát. Demeter Béla a II. világháború alatt az Erdélyi Párt elnökének, Teleki Bélának a titkára, majd 1945-től Budapesten a Békeelőkészítő Osztály Erdély-szakértője, az erdélyi magyarság érdekeinek védelmezője. Feltehetően ő lett volna Csőgör Lajos és csoportja, valamint Márton Áron és csoportja-perekben a koronatanú, miszerint Csőgör Lajos, Demeter János, Venczel József, Korparich Ede adatokat szolgáltatott ki Magyarországnak, "azzal a céllal, hogy Erdélyt elszakítsák Romániától." Demeter Béla 1952. december 24-én Bukarest văcăreşti-i negyedének rabkórházában az elszenvedett kínzások következtében halt meg.